# Pride Fighting Championships
PRIDE Fighting Championships, Pride FC ou simplesmente Pride foi um evento internacional de artes marciais mistas (MMA), organizado pela empresa DSE (Dream Stage Entertainment), tendo Nobuyuki Sakakibara como presidente e Nobuhiko Takada como diretor técnico.
Os seus eventos eram realizados no Japão, sendo considerado o maior e mais popular evento de MMA do mundo durante os seus 10 anos de existência. O Pride realizou o evento de MMA com maior público ao vivo em 2002, em uma coprodução com a K-1 chamada Pride/Shockwave Dynamite, com público recorde de 91.107 espectadores. Seus eventos eram transmitidos para milhões pelo pay-per-view e TV Aberta no Japão e em mais de 40 países. Em 2006, o Pride saiu pela primeira vez do Japão, realizando um evento nos Estados Unidos.
O Pride foi criado em 1997 como forma de marcar uma luta entre Nobuhiko Takada, lenda da Luta Livre Profissional japonesa (Puroresu) e Rickson Gracie, lutador de Jiu-jitsu brasileiro da família Gracie e campeão de vale-tudo no Brasil. O primeiro evento (depois conhecido como Pride 1) teve um público de 40.000 espectadores e atraiu a atenção da mídia japonesa. Com o sucesso do primeiro evento, e o UFC na época em crise, o PRIDE se tornou a principal organização do nascente desporto do MMA. Com suas origens na luta livre profissional japonesa, o PRIDE era conhecido pelo seu foco no espetáculo e no entretenimento. Seus eventos eram realizados com grandes cerimônias de abertura e entradas elaboradas dos lutadores. Não havia classes de peso formais - exceto para lutas pelo cinturão do campeonato e os torneios "Grand Prix" - e os lutadores frequentemente enfrentavam oponentes de pesos totalmente diferentes. As regras do PRIDE também eram mais permissivas do que as Regras Unificadas das Artes Marciais Mistas (usadas pelo UFC), permitindo chutes, pisões e joelhadas em oponentes caídos, arremessar oponentes no chão diretamente na cabeça e permitia mais roupas de luta, incluindo sapatilhas de wrestling e keikogis. As lutas eram disputadas em um ringue de cordas semelhante ao boxe e duravam um round inicial de dez minutos, seguida por dois rounds de cinco minutos.
O evento contava com os melhores lutadores de todos os cantos do mundo, com grande participação brasileira. Alguns lutadores lendários que passaram pelo PRIDE incluem Fiódor Emelianenko, Wanderlei Silva, Maurício "Shogun" Rua, Quinton "Rampage" Jackson, Mirko "Cro-cop", Dan Henderson, Kazushi Sakuraba, Antônio Rodrigo "Minotauro" Nogueira, Fabrício Werdum, Anderson "Spider" Silva, Alistair Overeem, Mark Coleman, entre outros.
Em 2006, a revelação das ligações entre a Yakuza e os executivos da DSE levaram ao fim dos lucrativos contratos com a TV Fuji e a uma crise financeira na DSE. O Pride foi comprado pela Zuffa, empresa-mãe do Ultimate Fighting Championship (UFC) dos Estados Unidos, o objetivo inicial era continuar o evento separadamente e fazer disputas entre as duas promoções, mas isso não se materializou e foi decretado o fim do evento em outubro de 2007.
Em 13 de novembro de 2008, seus antigos organizadores criaram o DREAM, em parceira com o K-1, evento que é considerado o "renascimento" do PRIDE. Em 2015 o co-fundador do Pride, Nobuyuki Sakakibara criou o RIZIN Fighting Federation após a falência do DREAM em 2012.

## As regras

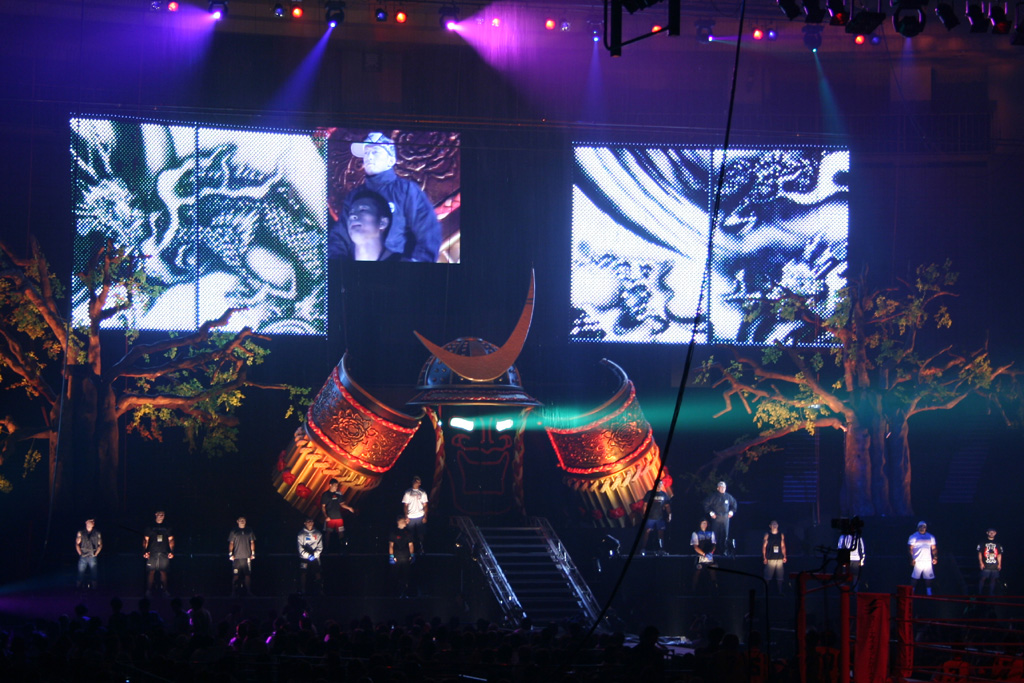
Cerimônia de abertura do evento.

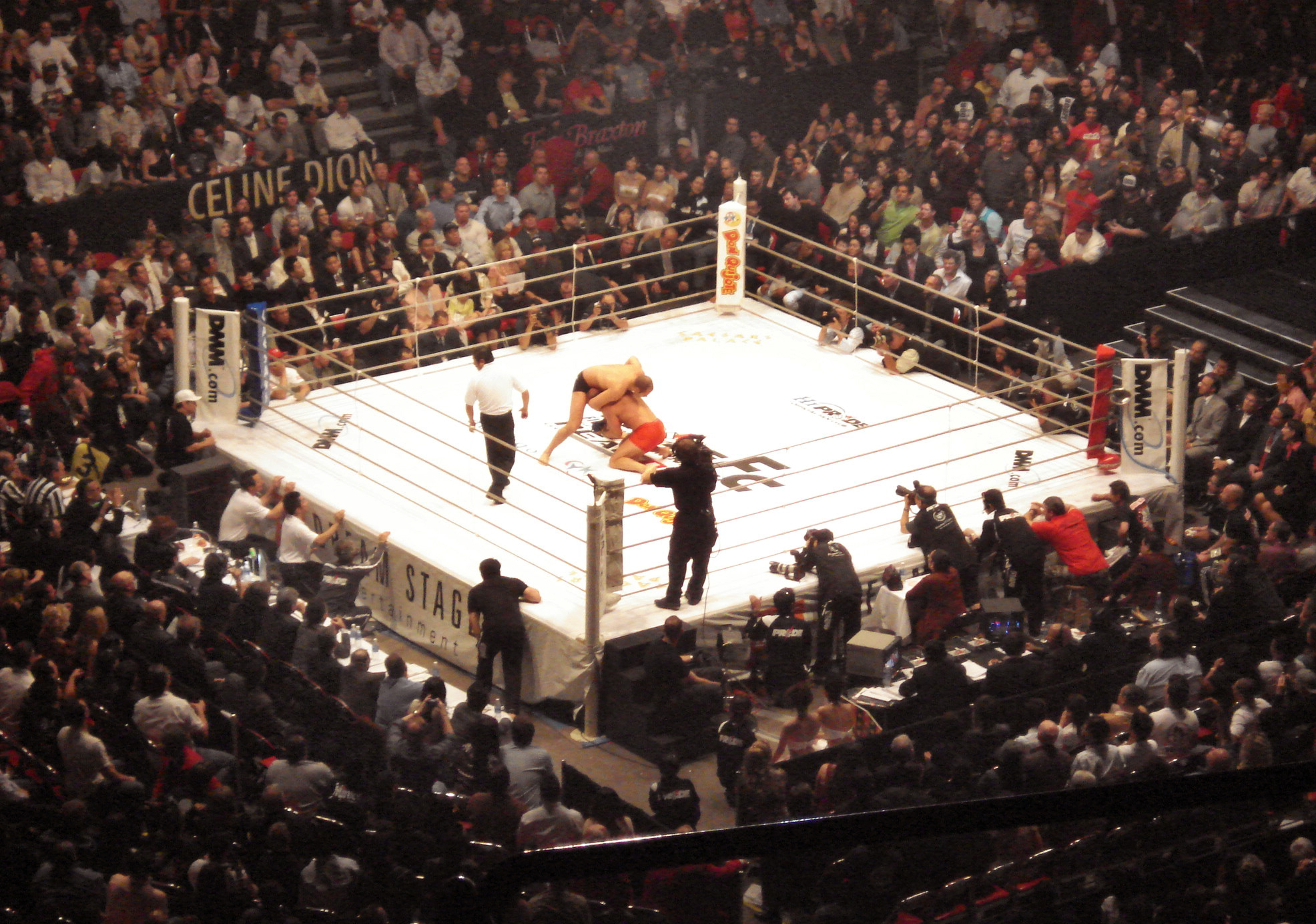
Luta entre Fiódor Emelianenko e Mark Coleman

A organização do Pride da Dream Stage Entertainment (DSE) mudou algumas regras do evento para o Pride USA. As alterações foram necessárias para que a competição pudesse ser realizada em tatames norte-americanos. Exemplos: Chutes e joelhadas não poderiam ser desferidos se o lutador estivesse na posição de três ou quatro apoios. Também não seriam permitidos cotoveladas em hipótese alguma.
Os rounds do Pride — um deles de 10 minutos e dois de 5 minutos — também foram alterados. No Pride USA, eram três rounds, com cinco minutos cada. O Presidente da organização do DSE, Nobuyuki Sakakibara, declarou que algumas das mudanças visavam proteger a integridade física dos lutadores.

## Campeões em cada categoria
No início o Pride não era divido em categorias tendo como primeiro torneio na categoria Absoluto(Sem limite de Peso) Tendo como vencedor o americano Mark Coleman. Posteriormente o Pride foi dividido em 4 categorias (Pesado, Médio, Meio-Médio e Leve) cada uma com um campeão. Além dos cinturões de cada uma das categorias existia também os campeões dos GP's (Grand Prix), que eram torneios realizados anualmente.
Quando Zuffa, LLC comprou o Pride, ele mudou-o para unificar os títulos dos médios  e meio-médios com os seus próprios títulos dos meio-pesados (205 libras) e dos médios (185lbs). Dan Henderson, que segurou os cinturões dos médios do Pride e os meio-médios no momento que a Zuffa LLC comprou, foi batido em duas defesas de unificação, a primeira defesa foi contra Quinton Jackson em setembro de 2007 e depois contra Anderson Silva em março de 2008.
Os titulares abaixo foram aqueles que detinham os títulos em 8 de abril de 2007, data do último evento promovido pelo Pride FC.

### Divisão dos pesos
| Divisão           | Peso limite           | Campeão           | Desde                | Defesas de títulos |
| ----------------- | --------------------- | ----------------- | -------------------- | ------------------ |
| Pesos-pesados     | Acima 93 kg (205 lbs) | Fedor Emelianenko | Pride 25             | 3                  |
| Pesos-médios      | 93 kg (205 lbs)       | Dan Henderson     | Pride 33             | 0                  |
| Pesos meio-médios | 83 kg (183 lbs)       | Dan Henderson     | Pride Shockwave 2005 | 0                  |
| Pesos-leves       | 73 kg (161 lbs)       | Takanori Gomi     | Pride Shockwave 2005 | 1                  |

## Torneios
Um asterisco (*) indica que o torneio foi também uma luta pelo título.
| Ano/Divisão do Peso | Campeão                   | Evento                        |
| ------------------- | ------------------------- | ----------------------------- |
| 2000 Absoluto       | Mark Coleman              | Pride Grand Prix 2000 Finals  |
| 2003 Medios         | Wanderlei Silva           | Pride Final Conflict 2003     |
| 2004 Peso Pesado    | Fedor Emelianenko         | Pride Shockwave 2004*         |
| 2005 Medios         | Mauricio "Shogun" Rua     | Pride Final Conflict 2005     |
| 2005 Meio-Medios    | Dan Henderson             | Pride Shockwave 2005*         |
| 2005 Pesos Leves    | Takanori Gomi             | Pride Shockwave 2005*         |
| 2006 Absoluto       | Mirko "Cro Cop" Filipović | Pride Final Conflict Absolute |
| 2006 Meio-Medios    | Kazuo Misaki              | Pride Bushido 13              |

- *No UFC 75, Quinton Jackson unificou os cinturões do PRIDE FC e do UFC dos pesos médios que no UFC é a categoria dos meio-pesados, ao derrotar Dan Henderson; Atualmente o cinturão unificado pertence Alex Pereira.
- **No UFC 82, Anderson Silva unificou os cinturões do PRIDE FC e do UFC pesos meio-médios que no UFC é a categoria dos médios, ao derrotar Dan Henderson; Atualmente o cinturão unificado pertence a Dricus du Plessis.

## Mídia

### Vídeo games
- Pride FC: Fighting Championships (PlayStation 2)
- Pride GP Grand Prix 2003 (PlayStation 2)